# Bonanza (Nicaragua)
Bonanza es una Ciudad la Región Autónoma de la Costa Caribe Norte en la República de Nicaragua.

## Geografía
El término municipal limita al norte con el municipio de Waspán, al sur con el municipio de Siuna, al este con el municipio de Rosita y al oeste con el municipio de San José de Bocay. Se ubica en las coordenadas geográficas 84° 34′ 60″ de longitud Oeste y 14° 1′ 0″ de latitud Norte. La cabecera municipal está ubicada a 410 kilómetros de la capital de Managua, y a 170 kilómetros de la ciudad de Puerto Cabezas. En integración con los municipios de Rosita y Siuna conforman lo que en la actualidad se conoce como el Triángulo Minero de la Costa Caribe Norte.

## Historia
El área del actual municipio pertenecía durante el siglo XIX al llamado territorio de la Mosquitia. En 1909 pasó a conformar el departamento de Zelaya, bajo la jurisdicción del municipio de Prinzapolka. Inicialmente había sido habitado solamente por indígenas sumus pero a finales del siglo comenzó a poblarse con personas del interior del país, incluso con extranjeros, debido a que buscadores de hule descubrieron sus minas de oro en 1880.

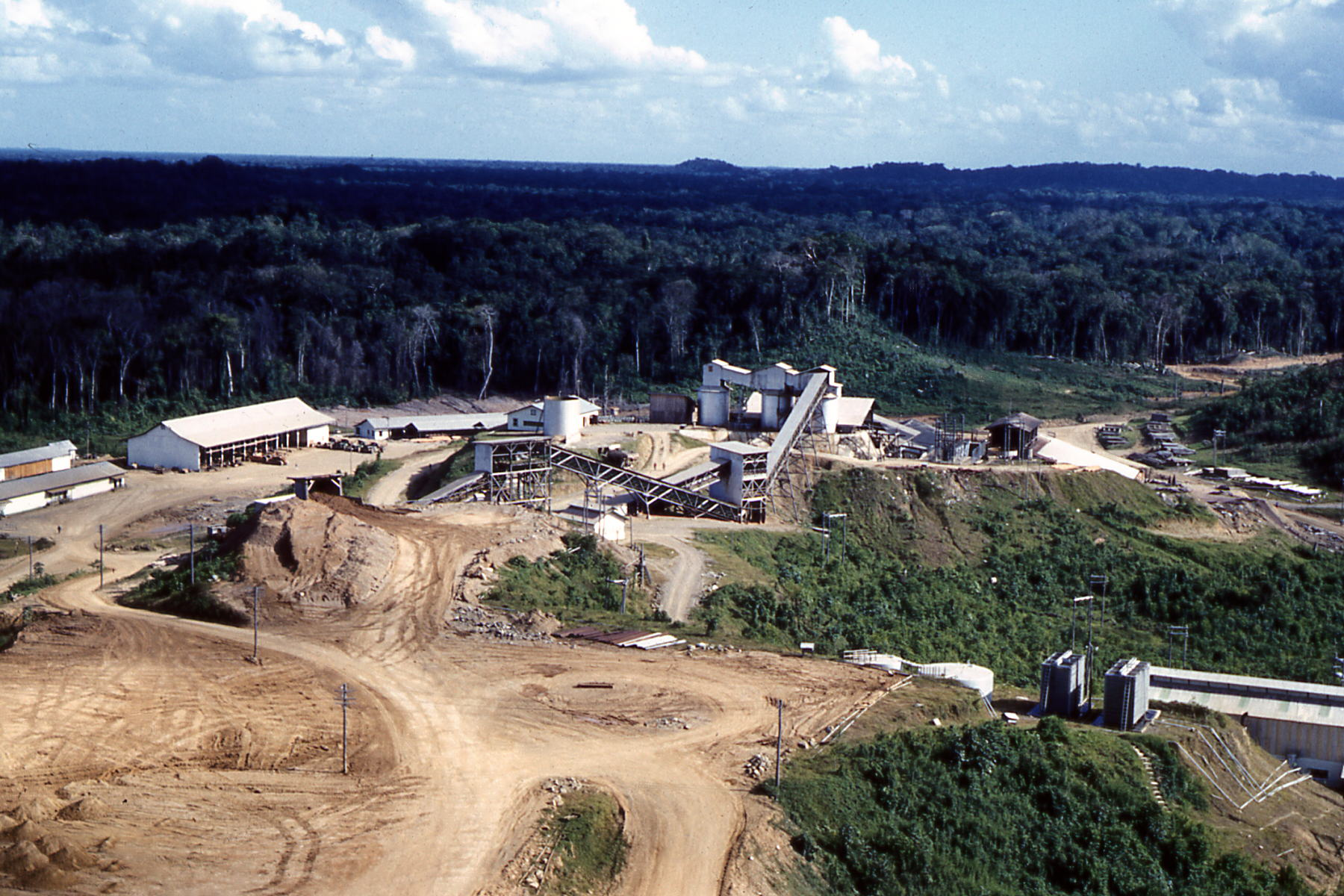
Minas a finales de los años 1950.

La actividad minera fue interrumpida varias veces, hasta que se asentó a partir del comienzo de la década de los años 1950. Aún después de la nacionalización de las minas en 1979, Bonanza no contaba con independencia administrativa; es recién en 1985 que logra su reconocimiento como municipio independiente, cuando empiezan a darse los primeros pasos para el establecimiento de la ley de autonomía de las regiones atlánticas del país.
El municipio fue fundado en el 6 de octubre de 1989.

## Demografía
Bonanza tiene una población actual de 31,975 habitantes. De la población total, el 49.7% son hombres y el 50.3% son mujeres. Casi el 47.3% de la población vive en la zona urbana.

## Naturaleza y clima
Bonanza tiene un clima uniforme, característico de la zona de selva tropical monzónica.
Predominan los vientos del norte con velocidad entre los 2.3 m/s.
El brillo solar medio mensual es de 11 horas/luz.
La precipitación media es de 2900 mm anuales. Las lluvias disminuyen entre marzo y abril originando una muy corta estación seca.
La temperatura media es de 25.1 °C. La máxima 30.5 °C y la mínima 20.6 °C.
La humedad relativa media es de 84%.
Ríos Principales: el río principal es el Waspuk con sus afluentes, el Pispis, Pijibay, Bit Tigni Tara, Kaska y Kuabul, que drenan de sur a norte sobre el 52% del territorio del municipio.
Una parte de la subcuenca del río Bambana se extiende al sureste drenando el 28% del municipio, con sus afluentes: el Tunky, el Way y el Kukunwas. Otros ríos son el Kukalaya, el Uli y el Wawa que cubren el 16.1% del territorio.

## Localidades
Desde 1990 el gobierno local divide a las 43 comunidades o localidades e cnuatro sectores territoriales:
- Sector I, comprendía la Vía de la cabecera municipal hacia Siempre Viva, localidades al borde y alrededor de la carretera.
- Sector II, comprendía las localidades dentro del núcleo del Bosawás próxima a los ríos Kuabul y Waspuk.
- Sector III, comprendía las localidades en dirección a Rosita y cercanas al Cerro Cola Blanca.
- Sector IV, comprendía las localidades más próximas a la periferia de la cabecera municipal.

## Economía
La principal actividad económica es la minería.

## Cultura
Bonanza, por su ubicación geográfica es un municipio multiétnico, que debido al auge del oro convergieron, de diferentes procedencias, gentes con sus costumbres y tradiciones. Los criollos llegaron y con ello trajeron la música, el baile, la comida, sus cuentos y creencias, entre otros. Los chinos, que en la década de los años 1970 dominaban el comercio local, igualmente compartieron parte de su cultura en el caso particular de la comida. Los misquitos llegaron desde el río Coco y con ello trajeron sus costumbres y tradiciones que se reflejan en la actualidad, por citar un ejemplo, la religión, los sukias o curanderos, su música, comidas, entre otros. Los mayagnas o sumos naturales de este municipio se mantienen fiel a sus costumbres y tradiciones, a pesar del mosaico cultural de la localidad, fortalecen día a día su identidad y permanecen fuertemente conectados con la naturaleza al vivir en el corazón de la Reserva de Bosawás, a la orilla de los ríos y las montañas, donde practican la caza, la pesca, la ganadería y agricultura. Los pueblos mayangnas trabajan la artesanía con madera de caoba y otros elementos que colectan del bosque como el tuno, material fibroso que elaboran bonitas artesanías. Es muy particular en este pueblo su cosmovisión y la forma de transmitir oralmente sus historias, costumbres y tradiciones generación tras generación. 
Los mestizos, europeos y norteamericanos que llegaron a estas tierras, se mantuvieron al margen de estas otras culturas. 
Los mestizos provenientes de casi todos los confines de Nicaragua, trajeron consigo sus costumbres religiosas, comidas típicas, bailes, formas de vestir, etc., que ha hecho de Bonanza un crisol cultural muy particular. 
Fabrican sus propios instrumentos musicales: tambor con cuero de venado, sapo y bambú y flauta de carrizo. En su música imitan el canto de los animales.
Comidas y bebidas típicas son: buña, wabul, dikuru, wannipuna y dipis. Las artesanía elaboradas son de tuno, muebles de cedro y laurel. El tuno se utiliza también a modo de sábanas o cobijas.